# Бартош, Иван
Иван Бартош (чеш. Ivan Bartoš; род. 20 марта 1980 года, Яблонец-над-Нисоу, Чехословакия) — чешский политик, бывший председатель Чешской пиратской партии. На парламентских выборах в октябре 2017 года был избран депутатом Палаты депутатов Парламента Чехии. С декабря 2021 года по сентябрь 2024 года являлся вице-председателем правительства Чешской Республики по вопросам цифровизации и министр регионального развития.

## Биография
Иван Бартош родился и вырос в чешском городе Яблонец-над-Нисоу. После окончания школы в 1999 году, переехал в Прагу, где поступил на Философский факультет Карлова университета по специальности информационные исследования и книговедение. В 2003 году получил титул «Доктор философии». Один семестр он проработал на факультете компьютерных наук Университета Нового Орлеана в США. Докторантуру по специальности информационная наука завершил в 2013 году.
Работал на чешские и зарубежные компании (Newton IT, Monster Worldwide, T-Mobile и EMTC), в качестве специалиста по информационным технологиям. Занимается деятельностью связанной с культурой DIY, как DJ делает различные миксы в направлении психоделического транса, играет на аккордеоне, поёт в панк-рок группе «Ногами вперёд» (чеш. Nohama napřed), а также играл на органе в церкви своего города. 17 ноября 2015 года женился на Лидии Франковой (чеш. Lydie Franková; член Чешской пиратской партии). В августе 2020 года у них родился сын Бертрам (чеш. Bertram).

## Политическая деятельность
Вступил в Чешскую пиратскую партию в 2009 году. На первом общегосударственном форуме Пиратской партии был избран её председателем. В июне 2013 году ушёл в отставку с должности председателя, но был избран им вновь в сентябре того же года. На выборах в Европейский парламент в 2014 году пиратская партия получила 72 514 (4,78 %) голосов и не преодолела пятипроцентный барьер для получения мест. Иван Бартош был лидером списка Пиратской партии на выборах и получил 12 644 преференциальных голосов. Через две недели после выборов, он объявил о своей отставке с должности председателя, обосновав это усталостью после избирательной кампании, идеологическим расколом в партии и необходимостью уделять больше времени личной и семейной жизни.
На общегосударственном форуме Пиратской партии в апреле 2016 года, вновь был избран председателем партии. На парламентских выборах в 2017 году стал лидером списка Пиратской партии в Среднечешском крае. Получил 13 361 преференциальных голосов и был избран депутатом Палаты депутатов Парламента Чехии. На общегосударственных форумах Пиратской партии в 2018 году и в 2020 году был переизбран на должности председателя партии.
В декабре 2020 года было объявлено, что на парламентских выборах в 2021 году, Бартош будет лидером коалиции Пираты и Старосты, а сам будет избираться в Устецком крае на первом месте списка кандидатов коалиции. На выборах Бартош получил 14 646 преференциальных голосов и был переизбран депутатом. В декабре 2021 года вошёл в состав правительства Петра Фиалы в качестве вице-председателя по вопросам цифровизации и министром регионального развития Чехии.
22 сентября 2024 года, в связи с поражением партии на региональных выборах, Иван Бартош объявил об отставке с поста главы Чешской пиратской партии.

## Политические взгляды
Иван Бартош видит в Пиратской партии единственную по-настоящему демократическую политическую платформу, которая пытается отразить реальность третьего тысячелетия. «Технологии, которыми мы располагаем сейчас, могут чудесным образом помочь нам и в конечном итоге облегчить жизнь всем людям. Однако он не должен становиться инструментом цифрового тоталитаризма».
Считает себя пацифистом. В 2017 году выразил критику в отношении некоторых военных интервенций НАТО. В 2019 году он высоко оценил работу солдат и заявил о необходимости модернизации армии в рамках координации с союзниками по НАТО и ЕС.
По мнению некоторых чешских политиков, например, крайне правого Томио Окамуры, Иван Бартош симпатизирует «леворадикальной организации Антифа» (на деле антифа являются децентрализованным движением). Сам Бартош, это публично отрицает, а флаг Antifaschistische Aktion, с которым он попал на некоторые фотографии, считает напоминанием об антифашистском и антинацистком сопротивлении в 1930-х годах.
В интервью перед парламентскими выборами в 2017 году, Бартош осудил аннексию Крыма Российской Федерацией, заявив, что экономические санкции в настоящее время являются единственным мирным решением. В том же интервью он представил умеренные взгляды по вопросу миграционного кризиса в Европе.
В ноябре 2019 года по случаю 30 годовщины Бархатной революции, он раскритиковал правительство меньшинства Андрея Бабиша, которое опиралось в парламенте на депутатов KSČM, и в некоторых случаях, на голоса депутатов от SPD.
Он выступает за введение поименного голосования в городских советах, поскольку, по словам Бартоша, «люди имеют право знать, как проголосовали их избранные представители».